# Fernando-Jesús Carbayo-Baz
Fernando-Jesús Carbayo-Baz (* 17. März 1969 in Benavente) ist ein spanischer Zoologe, der unter dem Namenskürzel Fernando Carbayo wissenschaftlich publiziert.

## Leben
Fernando Carbayo wurde als Sohn von Victorino Carbayo-Santiago and María-José Baz-García in der spanischen Kleinstadt Benavente geboren. 1993 hat er zunächst seinen Bachelor an der Universität Salamanca, 2000 seiner Masterabschluss an der Pontifícia Universidade Católica do Rio Grande do Sul erhalten. Er wurde 2003 an der Universität Salamanca promoviert. Ab 2001 war er Leiter eines Histologielabors an der Universidade do Vale do Rio dos Sinos. Er ist Professor an der Universidade de São Paulo in Brasilien.

## Forschungsgebiet
Carbayo erforscht mit seiner Forschungsgruppe die Systematik und Diversität von Landplanarien mit besonderem Schwerpunkt auf Arten in der Mata Atlântica. Hierbei wird auch die Ökologie des Atlantischen Regenwalds untersucht. In dem Institut gibt es eine große Sammlung von Landplanarien, die zum Teil noch nicht beschrieben sind. Bei der Beschreibung werden unter anderem die Verfahren der Molekulargenetik und der Computertomographie genutzt um die innere Anatomie der Individuen zu bestimmen, ohne die teilweise einzigartigen Sammlungsexemplare zu zerstören.
Eine Studie von Fernando Carbayo und seinem Team teilte die Gattung Geoplana aufgrund der Forschungsergebnisse in sechs verschiedene Gattungen: Geoplana, Barreirana, Cratera, Matuxia, Obama und Paraba. In der Gattung Geoplana verblieben nur drei verschiedene Arten, einige Arten werden seit dieser Neuordnung als incertae sedis geführt. Zudem wurden viele Arten erstbeschrieben, wie beispielsweise die in Europa invasive Art Obama nungara.

## Veröffentlichungen (Auswahl)
- Fernando Carbayo & Ana Leal-Zanchet: Two new genera of geoplaninid land planarians (Platyhelminthes: Tricladida: Terricola) of Brazil in the light of cephalic specialisations. In: Invertebrate Systematics. Band 17, Nr. 3, 2003, doi:10.1071/IT01035.
- Fernando Carbayo: A new species of land planarian of Gigantea Ogren and Kawakatsu, 1990 (Platyhelminthes, Tricladida, Terricola) from Colombia, with taxonomic remarks on the genus. In: Italian Journal of Zoology. Band 75, Nr. 1, 2008, S. 85–95, doi:10.1080/11250000701693255.
- Fernando Carbayo, Marta Álvarez‐Presas, Cláudia T. Olivares, Fernando P. L. Marques, Eudóxia M. Froehlich & Marta Riutort: Molecular phylogeny of Geoplaninae (Platyhelminthes) challenges current classification: Proposal of taxonomic actions. In: Zoologica Scripta. Band 42, Nr. 5, 2013, S. 508–528, doi:10.1111/zsc.12019.
- Fernando Carbayo, Marta Álvarez‐Presas, Cláudia T. Olivares, Fernando P. L. Marques, Eudóxia M. Froehlich & Marta Riutort: The true identity of Obama (Platyhelminthes: Geoplanidae) flatworm spreading across Europe. In: Zoological Journal of the Linnean Society. Band 177, Nr. 1, 2016, S. 5–28, doi:10.1111/zoj.12358.
- Fernando Carbayo & Karine Gobetti de Oliveira: A catalogue of Eudóxia M. Froehlich's collection of planarians (Platyhelminthes) with emphasis on type specimens on histological slides. In: Zootaxa. Band 4564, Nr. 1, 2019, S. 271, doi:10.11646/zootaxa.4564.1.10.